# Gigi Parrish

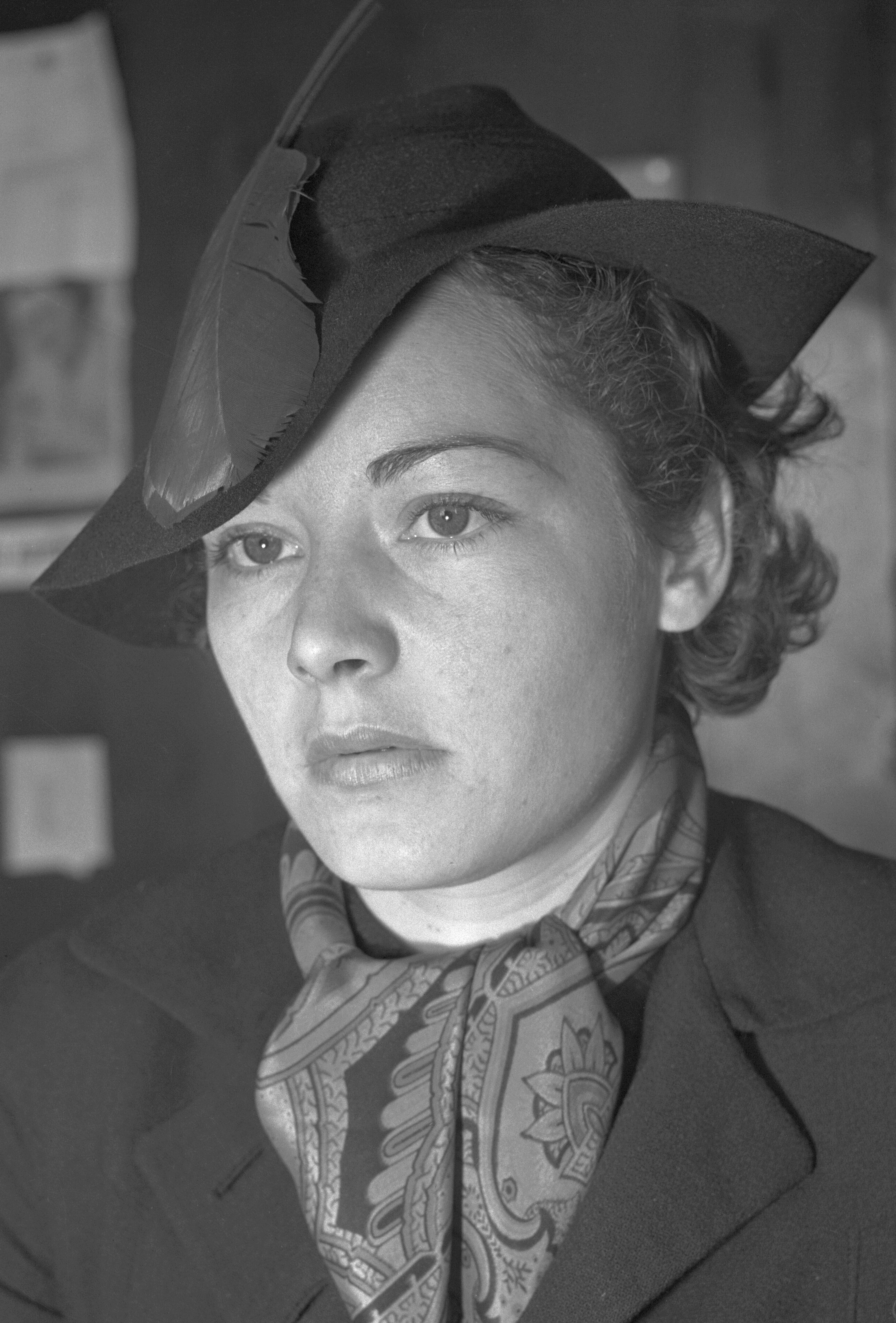
Gigi Parrish (1935)

Gigi Parrish (nach ihrer Filmkarriere Katherine Weld, eigentlich Katherine Gertrude McElray; * 30. August 1911 in Cambridge, Massachusetts; † 8. Februar 2006 in Dana Point, Kalifornien) war eine US-amerikanische Schauspielerin.

## Leben
Katherine heiratete mit 15 Jahren den 18 Jahre älteren Schriftsteller Dillwyn Parrish und zog mit ihm im Jahr 1929 nach Kalifornien. Sie begann 1933 bei Samuel Goldwyns Filmstudio ihre Filmkarriere mit dem Film Skandal in Rom. 1934 wurde sie unter die WAMPAS Baby Stars des Jahres gewählt. Die Ehe mit Parrish wurde geschieden, und Gigi verliebte sich in den Journalisten und Drehbuchautor John Weld. Für ihn gab sie nach insgesamt neun Filmen ihre Karriere als Schauspielerin auf. Sie heirateten 1937 und zogen nach Laguna Beach. Von 1949 bis 1965 waren die beiden Eigentümer und Herausgeber der Zeitung Laguna Beach Post.
Den Lebensabend verbrachte das Ehepaar Weld in Dana Point, wo John 2003 mit 98 Jahren verstarb und Katherine 2006 mit 94 Jahren.

## Filmografie
- 1933: Skandal in Rom (Roman Scandals)
- 1934: Girl o’ My Dreams
- 1934: A Girl of the Limberlost
- 1934: Down to Their Last Yacht
- 1934: Tempel der Schönheit (Kiss and Make-Up)
- 1934: The Love Captive
- 1934: Napoleon vom Broadway (Twentieth Century)
- 1935: Symphony of Living
- 1936: August Weekend